# Раскинулось море широко
Раски́нулось мо́ре широ́ко — известная матросская русская песня о кочегаре, который умер от теплового удара во время рейса в  Красном море. Основой для песни послужил романс А. Гурилева «Моряк» (1843). Автором нового текста считается поэт-любитель Г. Д. Зубарев (1900).
Первая грамзапись песни была сделана в 1912 году Юрием Морфесси. Но подлинную всенародную популярность она обрела после исполнения Леонидом Утёсовым. Многочисленные наслоения и переделки привнесли в текст песни ряд нелепостей, ушёл из неё непонятный исполнителям флотский сленг.
Исполнялась певцами: Ф. Шаляпиным, Л. Утёсовым, Ю. Шевчуком, А. Макаревичем, О. Погудиным,  Е. Дятловым, В. Бутусовым, Лекс Плотниковым, а также певицей Т. Булановой.
Входила в репертуар Юрия Морфесси, Надежды Плевицкой и др. исполнителей. После революции возрождена Леонидом Утёсовым (впервые прозвучала в программе его джаз-оркестра «Два корабля», 1937), став всенародно популярной. Причем Утесов вспоминал, что знал и пел эту песню со своего одесского детства, ещё до революции 1905 года; что состояла из бесчисленного множества куплетов, и для программы «Два корабля» он взял, по его мнению, не больше одной пятой части текста.
Песня послужила основой для множества дальнейших переделок. Она была одной из наиболее часто переделываемых песен во времена Великой Отечественной войны: «Гимн севастопольцев», «Партизанская» («Раскинулась роща широко…»), «Раскинулись рельсы широко», «Раскинулось море широко» (о Второй мировой). Наиболее современные версии песен: «Раскинулось небо далёко» (школьная), «Раскинулось поле по модулю пять…» (песня студентов технических специальностей), «Раскинулись горы широко» и т. д.

## История

### Версия 1
Создана не позднее рубежа XIX—XX веков на основе популярного в годы Крымской войны 1853—56 гг. романса «После битвы» («Не слышно на палубе песен…», сл. Н. Щербины, 1843, муз. А. Гурилёва, 1852, там же см. первоначальную мелодию). Романс был очень популярен на флоте. Основной сюжет песни «Раскинулось море широко» — новый, не связанный с первоначальным романсом. Автор обработки текста — поэт-любитель Г. Д. Зубарев. Народные варианты короче авторского: фактически бытуют 12-15 куплетов из первоначальных 21.
Изысканно-грустная первоначальная мелодия Гурилёва в песне стала значительно проще. Видимо, романс, попав во флотскую среду во время Крымской войны, продолжал изменяться, и к началу 1900-х итогом этих изменений стала песня «Раскинулось море широко».

### Версия 2
Якобы, написана по случаю, имевшему место в действительности, поэтом-любителем Фёдором Предтечей в 1905 году на пароходе «Одесса», на котором он отбывал воинскую повинность. Погиб его земляк Василий Гончаренко (родом из Чигиринщины).
Далее, после прибытия домой, Предтеча обработал свой текст и добавил остальные куплеты. Через несколько лет о его песне узнал Юрий Морфесси, который в 1912 году сделал грамзапись песни.